# Osaka Pro Wrestling
Osaka Pro Wrestling es una empresa de lucha libre profesional japonesa fundada en 1998 por Super Delfín.
OPW es conocida por usar un estilo de puroresu, lucha libre mexicana, shoot wrestling y otros estilos, de forma similar a Michinoku Pro Wrestling. Además, Osaka Pro es una de las primeras empresas de Japón en establecer la comedia escénica como entretenimiento, ya que gran parte de sus empleados utilizan tácticas cómicas durante las luchas para entretener a la audiencia.

## Historia
Osaka Pro Wrestling fue fundada por Super Delfín en 1999, después de su ida de Michinoku Pro Wrestling debido a problemas con su director, The Great Sasuke. Durante su recta final en MPW, Super Delfín había intentado obtener fama personal, en ese momento acaparada por Sasuke, lo que causó una discusión entre ambos. Después del combate final entre Sasuke y Delfín, visto por algunos como una derrota humillante para el segundo, Delfín abandonó Michinoku Pro junto con Dick Togo y gran parte del plantel, que se hallaba igualmente descontento con su antiguo director.
Pronto, Osaka Pro Wrestling comenzó a celebrar programas en Osaka, utilizando el mismo estilo y reglas de lucharesu de Michinoku Pro. En OPW, sin embargo, Delfín decidió añadir comedia a la mezcla, promoviendo un uso amplio del humor en el ring por medio de gimmicks extravagantes y referencias a la comedia japonesa. A pesar de ello, el estilo de lucha de los miembros de la empresa continuó siendo de primera línea, como en MPW.
Los años 1999 y 2000 fueron dedicados a un feudo entre Super Delfín, líder de los faces de la empresa (llamados colectivamente Justice) y Dick Togo, quien dirigía un stable heel llamado inicialmente Legion of Violence y luego FLUXxx. Osaka Pro consiguió un gran éxito con este argumento, y su fama ascendió lenta pero segura, gracias además a luchadores como Naohiro Hoshikawa y Takehiro Murahama, cuyo diferente estilo de lucha ofrecía un contraste con el lucharesu de OPW.
Sin embargo, a pesar de su éxito, Togo y otros miembros de Osaka Pro abandonaron la empresa en el 2001, enfrentándose con Delfín al quejarse de un salario bajo. Estos luchadores irían a Michinoku Pro, una empresa por entonces en declive, pero en cualquier caso más lucrativa. Por ello, Delfín comenzó a impulsar a nuevos miembros a OPW y a acordar con Jushin Liger, de New Japan Pro Wrestling, que miembros de Osaka aparecieran en NJPW para dar promoción. Esto mantuvo a flote la compañía y, en 2004, permitió que la Super J Cup fuera celebrada en Osaka Pro.
Osaka Pro Wrestling paso recientemente a ser la empresa más activa del Japón, al celebrar 284 programas durante el 2012.

## Campeonatos
| Campeonato                            | Campeón actual            | Ganado el               |
| ------------------------------------- | ------------------------- | ----------------------- |
| OPW Championship                      | Daisuke Harada            | 22 de julio de 2012     |
| OPW Tag Team Championship             | Glare (HAYATA & Tadasuke) | 22 de julio de 2012     |
| OPW Battle Royal Championship         | Apple Miyuki              | 22 de octubre de 2011   |
| OPW Owarai Championship               | Ebessan III               | 3 de enero de 2012      |
| OPW Meibutsu Sekaiichi Championship   | Kuishinbo Kamen           | 19 de julio de 2010     |
| OPW Tenpohzan Grand Prix Championship | Miracle Man               | 22 de noviembre de 2011 |

## Torneos

### Tennozan Tournament
Tennozan Tournament es el principal torneo individual de Osaka Pro, celebrado cada año.
- 2000: Naohiro Hoshikawa
- 2001: Super Delfín
- 2002: Big Boss MA-G-MA
- 2003: Big Boss MA-G-MA
- 2004: Big Boss MA-G-MA
- 2005: Super Delfín
- 2006: GAINA
- 2007: Tigers Mask
- 2008: Billy Ken Kid
- 2009: Billy Ken Kid
- 2010: Kuuga
- 2011: Daisuke Harada

### Osaka Pro Tag Festival
Osaka Pro Tag Festival es un torneo en parejas celebrado anualmente.
- 2001: Daio QUALLT & Gamma
- 2002: Super Delfín & Super Demekin
- 2003: Tsubasa & Billy Ken Kid
- 2004: Tsubasa & YUTAKA
- 2005: Hideyoshi & Masamune
- 2006: Tigers Mask & Flash Moon
- 2007: Tigers Mask & Billy Ken Kid
- 2008: Zeus & Daisuke Harada
- 2009: Sengoku (Hideyoshi & Masamune)
- 2010: Zetsurins (Masaaki Mochizuki & Don Fujii)
- 2011: Tigers Mask & Black Buffalo